# Colibrí àngel violaci
El colibrí àngel violaci (Heliangelus viola) és una espècie d'ocell de la família dels troquílids (Trochilidae) que habita boscos dels Andes de l'oest de l'Equador i nord del Perú.